# Secured Overnight Financing Rate
Secured Overnight Financing Rate (SOFR) ist ein Referenzzinssatz für die Währung US-Dollar. Der SOFR basiert auf den Transaktionen des US-Dollar Repo-Marktes.

## Geschichte
Im Jahr 2014 wurde in der US Federal Reserve Bank (Fed) das Alternative Reference Rates Committee (ARRC) einberufen, um eine robuste Alternative für den US-Dollar-Libor zu finden.
Im Juni 2017 hat das ARRC den SOFR als Alternative vorgeschlagen.
Seit April 2018 wird der neue Referenzzinssatz täglich von der Fed veröffentlicht.
Im Juli 2018 hat die britische Bankenaufsicht FCA angekündigt, dass der Libor nur noch bis Ende 2021 unterstützt wird und ersetzt werden muss.

## Eigenschaften
Der SOFR hat besondere Eigenschaften, die einen robusten Referenzzinssatz ermöglichen:
- Der Referenzzinssatz wird von der US Federal Reserve Bank ermittelt.
- Er basiert auf einem aktiven und genau definierten Markt mit ausreichendem Volumen, wodurch eine Marktmanipulation extrem schwierig wäre.
- Die Ermittlung erfolgt nach einem transparenten Verfahren und mit Transaktionen, die beobachtet werden können (und nicht auf Schätzungen wie beim Libor).
- Der zugrunde liegende Markt ist aktiv genug, um auch in schwierigen Marktsituationen eine zuverlässige Basis zu bilden.
- Der SOFR basiert auf Transaktionen, die durch Treasuries besichert sind. Somit ergibt sich ein anderes Zinsniveau als beim unbesicherten Libor.[3]

## Ermittlung

### SOFR
Der SOFR wird als volumengewichteter Median berechnet aus den Repo Transaktionsdaten von Bank of New York Mellon, DTTCs GCF Repo und DTTCs FICC.
Die Veröffentlichung durch die Fed erfolgt an jedem New Yorker Geschäftstag gegen 08:00 New Yorker Zeit.

### Terminzinssätze
Aus den täglichen SOFR Zinssätzen können Terminzinssätze berechnet werden, wobei Zinseszinseffekte berücksichtigt werden sollten („compound average term rates“).
Eine indikative Ermittlung von vorausschauenden Terminzinssätzen kann auf Basis der Preise von SOFR Terminkontrakten erfolgen.